# يانيك غيرا
يانيك غيرا (بالإسبانية: Yannick Guerra)‏ مواليد 16 أغسطس 1988 في لوزان، هو متسابق دراجات نارية إسباني. نافس في بطولة العالم للسوبرسبورت.

## روابط خارجية
- يانيك غيرا على موقع WorldSBK.com (الإنجليزية)